# Museo de Marín
El museo de Marín se encuentra en la ciudad andaluza de Chiclana de la Frontera. En este lugar se encuentra una extensa exposición de muñecas de Marín, todas ellas fabricadas a mano.

## Historia
Fue fundado en el año 1928 por el artista chiclanero José Marín Verdugo, creador de las muñecas de Marín. Junto al Museo Marín se ha encontrado históricamente la fábrica del mismo nombre, donde hasta el momento de su cierre en 2014 se han empleado métodos de elaboración artesanales.
Las muñecas de Marín comenzaron a fabricarse utilizando los atuendos típicos andaluces (traje de volantes, abanico, flor, peineta, mantilla...). Más tarde comenzaron a ponerse de moda en más zonas de España y se empezó a fabricar muñecas con trajes típicos de otras regiones del país, como por ejemplo, la chulapa madrileña, la fallera valenciana, la mallorquina, etc. 
Las muñecas de Marín ya se podían adquirir en cualquier parte de España y en otros países de Europa a mediados del siglo XX. En el año 1976, el Estado español concedió al chiclanero José Marín Verdugo la Medalla al Mérito del Trabajo.
Por la fabricación artesanal de muñecas, destaca el Primer Premio Mundial de Muñequería obtenido en Cracovia (Polonia).
Además de España, son muy frecuentes en Alemania, Reino Unido, Francia, Italia y otros países europeos.
Actualmente puede verse parte de la colección en el Museo del Vino y de la Sal de la localidad tras el intento fallido de que toda la colección pasara a manos municipales.